# Guitarstemning
Guitarstemning (med et engelsk udtryk guitar tuning) betyder at stemme en guitar.

## Toner
En guitars strenge kan stemmes i følgende toner:
A, A#, H, C, C#, D, D#, E, F, F#, G og G#
Bemærk at H på engelsk hedder B. Alle tonerne har nogle fastlagte frekvenser.

## Tuninger

### Standardtuning
Standardtuning for seksstrenget: 1=E 2=H 3=G 4=D 5=A 6=E 
(1=første streng/den tynde & 6=sjette streng/tykke basstreng)

Til at huske rækkefølgen (oppefra og ned; fra den tykkeste til den tyndeste streng) kan disse mnemotekniske remser bruges: "Er alle danske guitarister helt ens", eller "Elsk altid din guitar helt enormt".

### Andre tuninger
Herunder følger alternative måder at stemme sin guitar på.
- Baritone
- D mol

#### Drop D
Drop D ligner standardstemningen, men er forskellig idet en dybeste streng stemmes i tonen D, i stedet for E. Dvs. guitarens strenge klinger hhv. D-A-D-G-H-E. Drop D er meget brugt i metal og danner en god lyd ved powerchords, men den er brugt inden for så godt som alle genrer, og gospelguitaristen Joseph Spence fra Bahama anvender udelukkende den stemning.

#### Drop C
I drop C stemmes guitaren en hel tone mørkere end Drop D. I Drop C tuning stemmes alle strengene på nær den sjette et helt trin ned, og den sjette streng to hele trin ned. Dette vil sige at guitaren stemmes C-G-c-f-a-d'. Drop C, ligesom Drop D, er meget brugt i metal og danner en god lyd ved powerchords, men er dog mørkere end Drop D.

#### Drop DD
Drop DD er også kaldet DADGAD efter strengenes klingen. Stemningen opnås ved at stemme første, anden og sjette streng en hel tone ned.
Drop DD må svare til Double drop D, hvor strengene er stemt DADGHD (DADGBD), altså ikke DADGAD.

#### Eb
Eb (også kaldet D#) er en tuning til guitar, hvor alle strengene stemmes et halvt trin ned. Dette giver guitaren en stemning af D#-G#-C#-F#-A#-D# (/Eb-Ab-Db-Gb-Bb-Eb). Denne stemning bruges hyppigt i heavy metal og rockmusik og giver mindre spænding i strengene.

#### Open D
Open D er en stemning, hvor guitaren stemmes D-A-D-F#-A-D. Dette vil sige at guitaren er stemt til en D-dur akkord. Dette opnås ved at stemme den sjette, anden, og første streng et helt trin ned, og den tredje streng et halvt trin ned.

#### Open E
I open E stemmes guitaren til E-H-E-G#-H-E. Dette vil sige at guitaren er stemt til en akkord E-dur. Dette opnås ved at stemme femte og fjerde streng et helt trin op, og den tredje streng et halvt trin op. Da dette giver støre spænding i strengene, er det normalt bedre at bruge Open D. Men man kan dog opnå den uden spænding ved at stemme i Open D og sætte capodestra på andet bånd.

#### Open G
Open G, er en stemning, hvor guitaren stemmes D-G-D-G-H-D. Dette vil sige at guitaren er stemt til akkorden G-dur. Dette opnås ved at stemme den sjette, femte og første streng et helt trin ned.
Denne stemning er især populær hos slide guitarister. Den er dog også blevet benyttet af nogle få rock guitarister heriblandt Keith Richards der ofte bruger en capo sammen med denne stemning.

#### D-stemning
D-stemning, eller D tuning, også kendt som Whole Step Down, D Standard eller Standard 430, er en alternativ guitarstemning. Hver streng stemmes en hel tone, eller to halve toner, ned. Slutresultatet bliver: D-G-c-f-a-d'. Stemningen bruges mest af heavy metal-bands for at nå en dybere lyd, og af bluesguitarister, som bruger den til at gøre strengene nemmere at bøje.

## Stemmegaffel
En stemmegaffel er en simpel u-formet gaffel i metal, som, når den bringes i svingninger, udgiver en ren tone, som kan fungere som referencetone, i forbindelse med stemningen af et musikinstrument. Mest udbredt er stemmegafler med tonen A (440 Hz), men de laves til alle toner i registreret. Således stemmes en guitar  Arkiveret 18. juni 2006 hos  Wayback Machine i praksis ved hjælp af en stemmegaffel.

## Tuner
Man kan benytte en guitartuner til at stemme en guitar, disse benyttes dog som regel kun til elektriske guitarer. Med en tuner kan man vælge en tone, anslå den streng man vil stemme og derefter viser tuneren et udslag, der angiver om strengen skal stemmes dybere eller lysere.